# حصار صور (1124)
حصار صور (1124) هو حصار فرضته القوات الصليبية عام 1124 على مدينة صور وانتهى بسقوط المدينة بايدي الصليبيين في نفس العام. تكونت القوات الصليبية من جمهورية البندقية المتحالفة مع مملكة بيت المقدس، وواجهت القوات الصليبية سلطنة صور المدعومة من البوريون والدولتين العباسية والفاطمية.